# Tower Hill

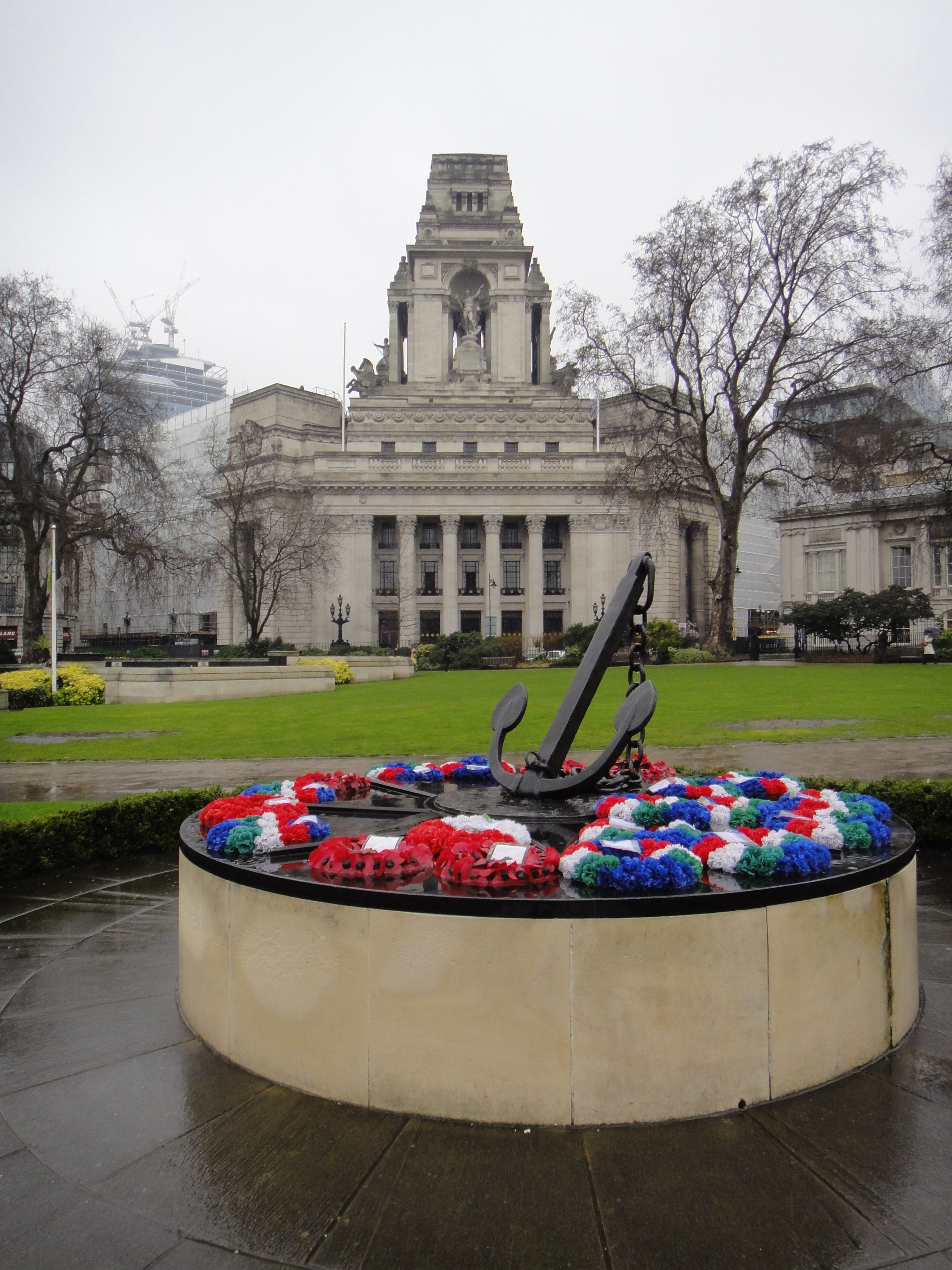
10 Trinity Square (ehemaliges Verwaltungsgebäude der London Port Authority) und Trinity Square Gardens, Tower Hill

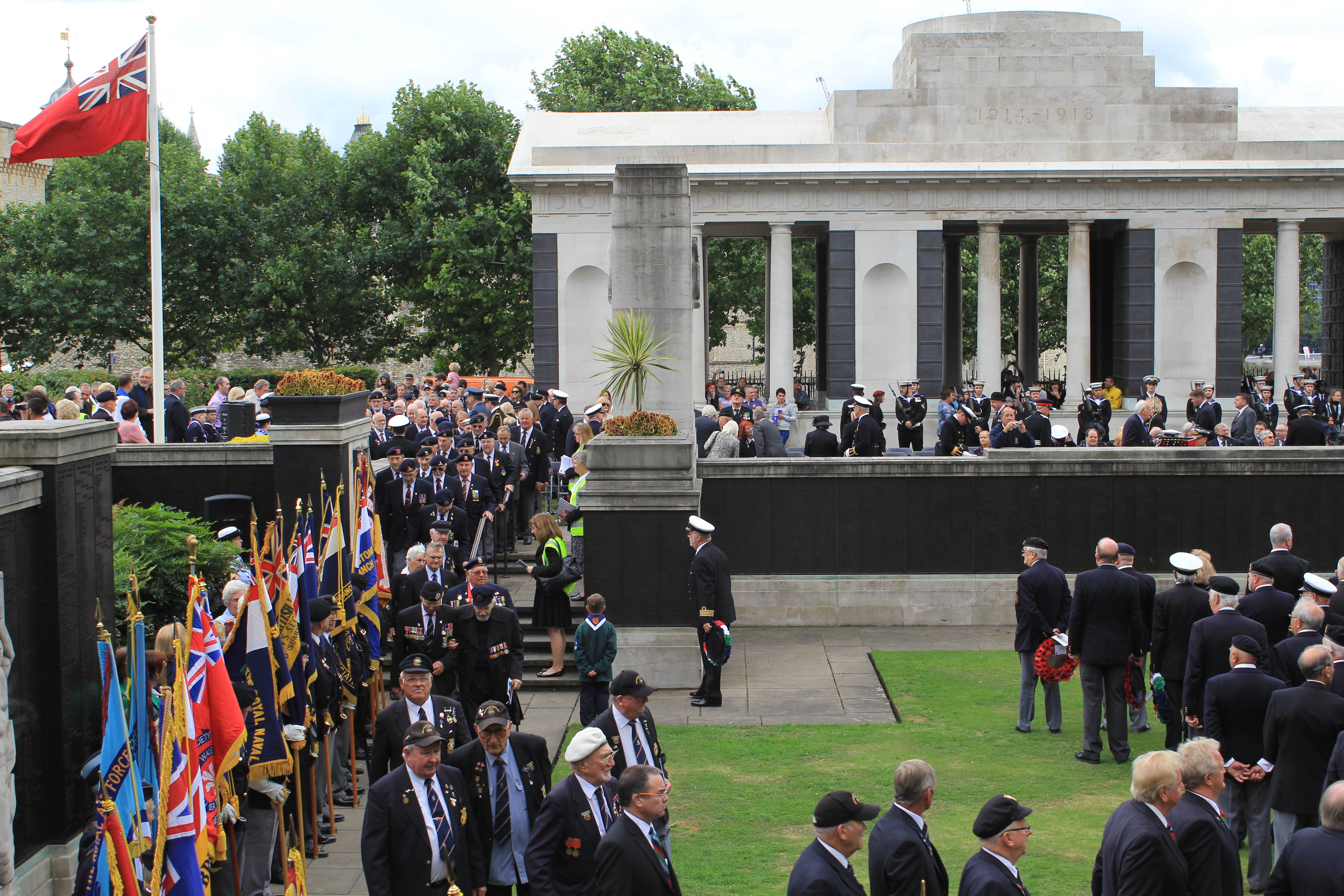
Gedenktag für die britische Handelsflotte auf dem Tower Hill

Tower Hill ist eine Erhebung nordwestlich des White Tower zwischen den Stadtbezirken City of London und London Borough of Tower Hamlets. Im späten Mittelalter hatte das Gebiet seine eigene Gerichtsbarkeit und stand unter der Verwaltung des Tower of London. 
Ausgrabungen weisen auf eine frühe Besiedlung des Hügels schon während der Bronzezeit hin. In der Römerzeit entstand eine Siedlung, die während des Boudicca-Aufstandes 60–61 n. Chr. niedergebrannt wurde.
Die Kirche All Hallows-by-the-Tower ist bekannt für ihre teilweise romanische Baukunst, die auf das Jahr 680 zurückdatiert wurde.
Öffentliche Hinrichtungen von aristokratischen Verbrechern wurden auf dem Hügel vollzogen. Unter ihnen waren:
- 1497: James Tuchet, 7. Baron Audley, einer der Befehlshaber in der Cornish Rebellion von 1497, der am 28. Juni hingerichtet wurde
- 1499: Edward Plantagenet, 17. Earl of Warwick
- 1521: Edward Stafford, 3. Duke of Buckingham
- 1535: John Kardinal Fisher
- 1535: Sir Thomas Morus
- 1536: George Boleyn, Viscount Rochford
- 1536: Mark Smeaton
- 1536: Sir Francis Weston
- 1536: Sir William Brereton
- 1536: Henry Norris
- 1538: Henry Courtenay, 1. Marquess of Exeter
- 1540: Thomas Cromwell, 1. Earl of Essex
- 1552: Edward Seymour, 1. Duke of Somerset
- 1554: Lord Guilford Dudley
- 1586: Anthony Babington
- 1631: Mervyn Tuchet, 2. Earl of Castlehaven
- 1645: William Laud
- 1662: Sir Henry Vane
- 1683: Algernon Sidney
- 1685: James Scott, 1. Duke of Monmouth
- 1746: William Boyd, 4. Earl of Kilmarnock
- 1746: Robert Boyd
- 1747: Simon Fraser, 11. Lord Lovat

Frauen dagegen wurden im Tower Green innerhalb der Mauern des Tower of London hingerichtet.
In Tower Hill gibt es noch das Tower Hill Memorial und die Station Tower Hill (London Underground).